# Золотистая гаррупа
Золотистая гаррупа (лат. Cephalopholis aurantia) — вид лучепёрых рыб из семейства каменных окуней (Serranidae). Распространены в Индо-Тихоокеанской области. Максимальная длина тела 60 см. Морские бентопелагические рыбы.

## Описание
Тело удлинённое, массивное, несколько сжато с боков; по бокам покрыто ктеноидной чешуёй. Высота тела меньше длины головы, укладывается 2,6—2,9 раза в стандартную длину тела (у особей длиной от 12 до 22 см). Длина головы укладывается 2,4—2,6 раза в стандартную длину тела. Межглазничное расстояние плоское. Предкрышка закруглённая, с зазубренными краями, нижний край мясистый. Верхняя челюсть покрыта чешуёй, её окончание доходит до или за вертикаль, проходящую через задний край глаза. На верхней части первой жаберной дуге 7—9, а на нижней — 14—17 жаберных тычинок. В спинном плавнике 9 жёстких и 14—16 мягких лучей; мембраны между жёсткими лучами усечены. В анальном плавнике 3 жёстких и 9 мягких лучей. В грудных плавниках 17—19 мягких лучей. Брюшные плавники короче грудных, их окончания доходят или немного не доходят до анального отверстия. Хвостовой плавник закруглённый. В боковой линии 47—53 чешуй. Вдоль боковой линии 94—121 рядов чешуи, чешуи по бокам тела грубые с несколькими дополнительными чешуйками.
Тело и голова бледного оранжево-красного, оранжево-жёлтого или золотистого цвета с красными или жёлтыми точками на голове, передней части тела и у основания спинного плавника. Хвостовой плавник с бледно-голубым задним краем и чёрной линией вдоль края. Задние части спинного и анального плавников часто с узким бледно-голубым краем.
Максимальная длина тела 60 см, обычно до 40 см.

## Ареал и места обитания
Распространены в Индо-Тихоокеанской области от островов в западной части Индийского океана до Японии и центральной Пацифики. Обнаружены у Андаманских и Никобарских островов, у берегов Австралии и островов Рождества (Австралия) и Танегасима (Япония).
Обитают на крутых склонах рифов, обращенных к морю, обычно на глубине от 100 до 250 м.